# Priscilla Hill
Priscilla Hill (4 ottobre 1960) è una pattinatrice artistica su ghiaccio statunitense.
Attualmente, svolge l'attività di allenatrice.
È stata la prima statunitense ad eseguire il triplo loop durante una gara (ai campionati di Praga del 1975).

## Biografia

### Carriera sportiva
È stata la più giovane partecipante (all'età di 11 anni, nel 1972) ai Campionati statunitensi di pattinaggio artistico.
Ha vinto la medaglia di bronzo a quelli del 1978 e quella d'argento a quelli del 1981.

### Carriera da allenatrice
Ha iniziato nel 1984 allenando presso l'University of Delaware Figure Skating Club, quindi, nel 2002, presso il Pond Ice Arena di Newark, Delaware.
Dal 2007 lavora per lo Skating Club od Wilmington Ice Rink di Wilmington, Delaware.
Il suo allievo di maggior successo è stato Johnny Weir, allenato fino al 2006.

## Risultati
| Internazionali          | Internazionali | Internazionali | Internazionali | Internazionali | Internazionali | Internazionali | Internazionali | Internazionali | Internazionali |
| Evento                  | 1973–74        | 1973-74        | 1974–75        | 1975–76        | 1976–77        | 1977–78        | 1978–79        | 1980–81        | 1981–82        |
| ----------------------- | -------------- | -------------- | -------------- | -------------- | -------------- | -------------- | -------------- | -------------- | -------------- |
| Campionati mondiali     |                |                |                |                |                | 9°             |                | 7°             |                |
| Nebelhorn Trophy        |                |                | 1°             |                |                |                |                |                |                |
| Prague Skate            |                |                |                | 1°             |                |                |                |                |                |
| Richmond Trophy         |                |                |                |                |                | 1°             |                |                |                |
| Nazionali               |                |                |                |                |                |                |                |                |                |
| Campionati statunitensi | 13°            | 6°             |                |                | 4°             | 3°             |                | 2°             | 6°             |
| Eastern Sectionals      |                | 1°             |                | 1°             | 1°             | 1°             | 1°             |                |                |